# فوستان آرشانج تواديرا
فوستان آرشانج تواديرا (مواليد 21 أبريل 1957) هو سياسي وأكاديمي من جمهورية أفريقيا الوسطى يشغل منصب رئيس جمهورية أفريقيا الوسطى منذ مارس 2016. وشغل في السابق منصب رئيس الوزراء من يناير 2008 حتى يناير 2013.
وفي يناير 2021 أُعلنت نتائج الانتخابات العامة بفوزه رئيسا لولاية ثانية بنسبة 54٪ من الأصوات، فيما بلغت نسبة المشاركة 76.3٪ من الناخبين المسجلين.
ولد في مدينة بانغي، والده كان يعمل سائق ومزارع.